# 劉宇 (歌手)
劉宇（リュウ・ユ、2000年8月4日 - ）は、中華人民共和国の歌手、俳優。男性アイドルグループ・INTO1のメンバー。

## 来歴
2018年にiQIYIのリアリティ番組『国風美少年』に出演。2019年にiQIYIのドラマ『親愛的薬王大人』に出演した。
2021年には、テンセントビデオのオーディション番組『創造営2021』に参加し、最終順位1位となり、INTO1のメンバーとしてデビューした。

## 出演
- 国風美少年（2018年、iQIYI）

- 親愛的薬王大人（2019年、iQIYI）
- 創造営2021（2021年、テンセントビデオ）